# Религиозная политика Юстиниана I

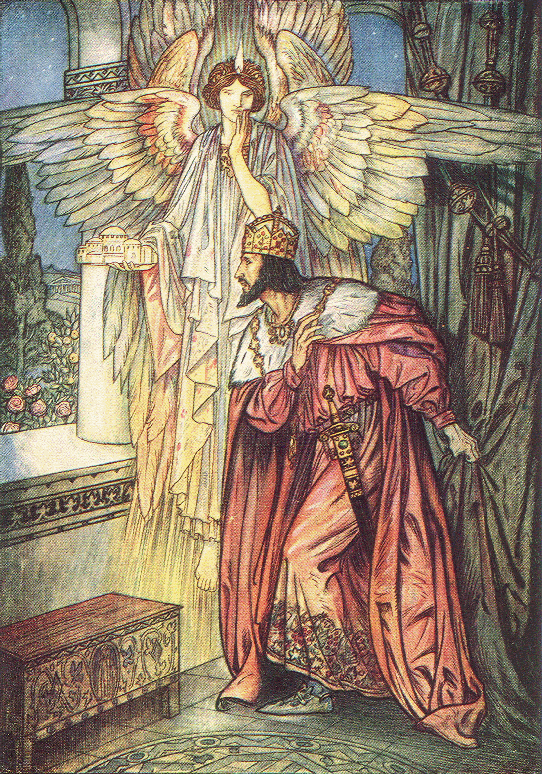
Ангел показывает Юстиниану модель собора Святой Софии, рисунок Коул, Герберт

Религиозная политика Юстиниана I, византийского императора, правившего в 527—565 годах, включала в себя активное участие в основных спорах христианства, имевших место в первой половине VI века. Главной задачей, которую старался решить Юстиниан, было примирение позиций сторонников и противников решений Халкидонского собора 451 года. Последовавшие за собором христологические споры вызвали многочисленные внутрицерковные конфликты. Непримиримые разногласия кафедр Константинополя и Рима привели к церковному расколу, а в отношениях между Константинополем и восточными патриархиями к взаимным обвинениям в следовании еретическим учениям Евтихия и Нестория. В правление непосредственного предшественника Юстиниана, его дяди Юстина I (518—527), государство решительно встало на сторону Халкидона и раскол с Римом был прекращён. Считается, что влияние Юстиниана было определяющим в ходе пришедшегося на царствование Юстина теопасхистского спора. Попытка достижения компромисса с антихалкидонитами на основе теопасхистской формулы «один из Троицы пострадал» путём проведения богословских диспутов завершился неудачей, что было зафиксировано решениями Константинопольского собора 536 года. Вопрос об оригенизме и «спор о трёх главах» составили основное содержание периода до 553 года, завершившегося Пятым вселенским собором.
Юстиниан, император-законодатель, инициировавший разработку Кодекса, дополненного впоследствии новеллами, последовательно проводил линию по установлению «симфонии» светской и духовной властей. В то же время им было принято репрессивное законодательство по отношению к религиозным меньшинствам империи — язычникам, иудеям и самаритянам.
В историографии существует широкий спектр мнений о религиозной деятельности Юстиниана. Часть исследователей оценивают его богословские труды как дилетантские, часть — как имевшие важное значение, а его вмешательство в дела церкви рассматривают как проявление либо цезаропапизма, либо государственной мудрости. Политика Юстиниана в целом одними исследователями воспринимается как «зигзагообразная» и непоследовательная, а другими как последовательно направленная к установлению религиозного мира в империи.

## Религиозная политика предшественников Юстиниана

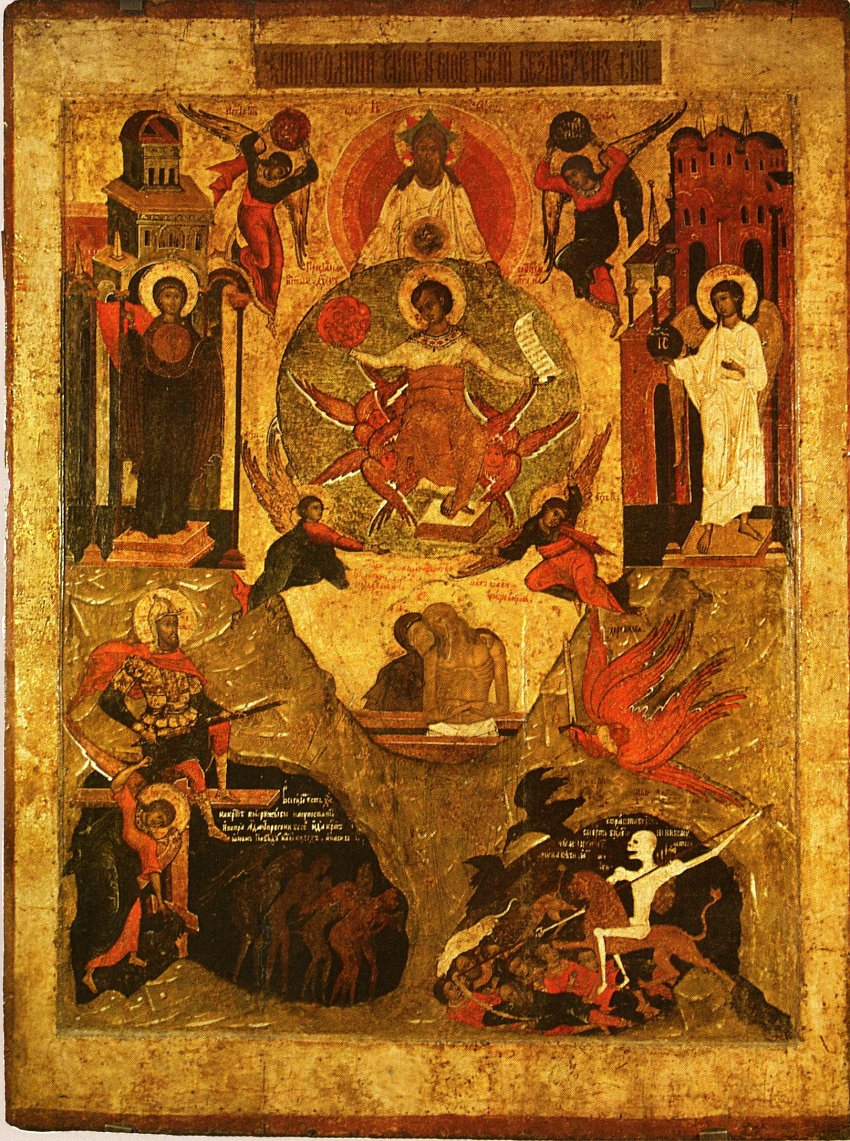
Икона Единородный сыне Благовещенского собора Московского Кремля

В религиозном отношении царствование Юстиниана было отмечено противостоянием двух учений о природе Христа: признающего существования в нём двух, божественной и человеческой, природ, и миафизитской доктрины о единстве и нераздельности природ Богочеловека. Первое их них, утверждённое вселенским Халкидонским собором в 451 году, отстаивали архиепископ Кирилл Александрийский и папа Лев I. Второе развивали епископ Феодор Мопсуестийский и его последователь архиепископ Константинопольский Несторий. Нехалкидониты, сосредоточенные преимущественно на Востоке, в Сирии и Египте, не были едины. Среди них выделялись не идущие на сближение с халкидонитами акефалы и те, кто принял опубликованный в 482 году компромиссный Энотикон императора Зинона. Документ, в написании которого принял участие патриарх Акакий признавал единственно верным Никео-Цареградский Символ веры, осуждал ересиархов Нестория и Евтихия, признавал «Двенадцать анафематизмов» Кирилла Александрийского. В Энотиконе не упоминается Халкидонский собор и не используется диофизитская терминология. Энотикон был принят в Антиохии и Иерусалиме, но отвергнут в Риме. В Константинополе против документа, воспринятого ими как монофизитский, выступили монахи-акимиты («неспящие»). По их инициативе папа Феликс III в 484 году отлучил от церкви патриархов Акакия и Петра Монга. Акакий в ответ исключил папу из диптихов, положив начало Акакианской схизме.
О взглядах преемника Зинона, Анастасия I, известно преимущественно из враждебно к нему настроенных халкидонитских источников, но, в целом, его религиозная политика благоприятствовала монофизитам. Кульминацией конфликта стало избрание в 512 году антиохийским патриархом монофизита Севира, анафематствовавшего Халкидонский сбор и томос папы Льва. Введённое эдиктом Анастасия в 512 году монофизитское добавление в Трисвятое спровоцировало беспорядки в Константинополе. Кирилл Скифопольский в своей биографии Саввы Освященного рассказывает о конфликте в Иерусалимском патриархате, когда в 516 году 10 000 палестинских монахов-халкидонитов прогнали дукса из Иерусалима. В последние годы правления Анастасия сложилась влиятельная партия сторонников Халкидона. Полководец Виталиан, возглавивший в 513 году мятеж фракийских федератов, в 514 году потребовал от императора добиться примирения с Римом.
10 июля 518 года скончался бездетный император Анастасий, после чего византийский престол достался комиту экскувитов Юстину I (518—528). Первоочередной задачей нового императора в религиозной сфере стало восстановление церковного единства между Римом и Константинополем. Перемену в церковной политике империи связывают с влиянием полководца Виталиана, деятельностью папских легатов в Константинополе и активностью населения столицы. Уже в первые дни нового царствования народ столицы потребовал от Юстина возвращения к вере Халкидонского собора. Считается, что устроивший заговор против нового императора препозит Амантий представлял антихалкидонскую партию. Неизвестно, до какой степени престарелый и неграмотный Юстин мог проводить самостоятельную религиозную политику. Как правило, историки соглашаются с мнением Прокопия Кесарийского, называвшего движущей силой Юстиниана. Так или иначе, Юстин подтвердил халкидонскую доктрину, отменил Энотикон и вернул из ссылки изгнанных в предшествующее царствование халкидонитов. На состоявшемся 20 июля 518 года соборе были приняты решения о восстановлении в диптихах исключённых при монофизитах патриархов и папы Льва Великого, восстановлении на своих кафедрах изгнанных епископов-халкидонитов и анафематствовании Севира Антиохийского. Фактически монофизитство было криминализировано, его последователи были изгнаны либо сами переселились в пустыню, Севир Антиохийский бежал в Египет. В то же время важнейшие центры христианского Востока, Александрия и Антиохия, оставались под сильным влиянием монофизитов, а ортодоксальность Константинополя была сомнительна с точки зрения Рима. Формальным завершением Акакианской схизмы стало подписание в 519 году Юстином I и патриархом Константинопольским Иоанном II вероучительной формулы папы Гормизда, «Libellus Hormisdae». Исключение противников Халкидона из диптихов, на что согласился Юстин, как впоследствии стало ясно, затруднило достижения согласия на Востоке. Как позднее в своих письмах поясняли папе Юстин и Юстиниан, многие восточные предпочли бы смерть бесчестью своих мёртвых предшественников. Энергичное преследование антихалкидонитов со стороны назначенного в 519 году антиохийского патриарха Павла Иудея не соответствовало желанию императора, и Павел в 521 году был низложен.
Значительным испытанием в сфере религиозной политики для Юстиниана стало «дело скифских монахов». Примерно в 518 году несколько монахов из провинции Малая Скифия прибыли в Константинополь для разрешения конфликта со своим епископом Патерном. По мнению немецкого богослова Алоиса Грильмайера, они преследовали более масштабную цель защиты Халкидонского собора от севериан и несториан. Заручившись поддержкой своего земляка Виталиана, монахи провели ряд встреч с находившимися в то время в столице Византии легатами папы Гормизда, но так и не смогли добиться своих целей. Поднятый скифскими монахами вопрос о принятии теопасхистской формулировки «один из Троицы пострадал» (лат. Christus unus ex trinitate incarnatus et passus) чрезвычайно беспокоил будущего императора, пытавшегося добиться от папы её согласования. Не достигнув своей цели в Константинополе, монахи летом 519 года отправились в Рим, чтобы обратиться непосредственно к папе. Им вслед Юстинианом было послано несколько писем. Послание папе Гормизду от 29 июня 519 года, написано, вероятно, под влиянием папских легатов и наполнено критикой их идей, новых и противоречащих догматам вселенских соборов. Однако уже несколько дней спустя будущий император направляет папе срочную депешу, в надежде, что она дойдёт раньше предыдущего письма. В нём Юстиниан просит понтифика как можно быстрее дать ответы на запрос «благочестивых монахов» ради достижения церковного мира (лат. pax sanctarum ecclesiarum). В дальнейшем Юстиниан придерживался благосклонной к монахам линии. Ни монахи, ни византийцы, не смогли переубедить папу. В январе 520 года император Юстин I сообщил в Рим о том, что в Константинополь приходит большое количество петиций из восточных провинций по поводу «unus de trinitate». С целью прояснить богословскую неоднозначность теопасхистской формулы, в которой явно не указывается, о ком идёт речь, в июле 520 года Юстиниан направил папе письмо, где со ссылкой на Августина предлагал толкование слова «unus» как «una de Trinitate persona» («одно лицо из Троицы»). Понимание Христа как «одного из Троицы» в данном контексте имело явный халкидонитский и антинесторианский смысл. После длительной задержки, письмом от марта 521 года, папа вновь отказался как-либо дополнять положения, содержащиеся в послании папы Льва I и Халкидонского собора. В 523 году или несколько ранее Юстиниан издал эдикт, явно утверждающий, что один из Троицы пострадал плотью.

## Внутрихристианская полемика

### Христологические споры
Юстин I скончался 1 августа 527 года. Единоличное правление Юстиниана положило, по выражению Х.-Г. Бека, начало «эпохе в истории Церкви, как никакой другой отмеченной влиянием одного лица». Вскоре новый император обозначил своё стремление решать богословские проблемы юридическим путём. В кодекс Юстиниана (I.15) включён относящийся примерно к 527 году символ веры, явно содержащий теопасхистскую формулу unium ex trinidate. Согласно хронисту Виктору Туннунскому, таково было требование императрицы Феодоры. Тогда же Юстиниан проявил склонность к другому методу, ставшему характерным для его дальнейшего правления — проведению богословских диспутов. Рассматривая в качестве идеологических противников прежде всего манихеев, евреев и самаритян, с началом единоличного правления Юстиниан начал смягчать политику в отношении нехалкидонитов. В поисках компромисса вскоре после восстания 532 года Юстиниан провёл в Константинополе встречу с лидерами миафизитов. Политические условия не благоприятствовали ведению содержательной дискуссии, диспут 532 года завершился без принятия каких-либо решений. 15 марта 533 года был издан адресованный жителям Константинополя и многих других городов эдикт с изложением символа веры, по духу близкий к Энотикону, поскольку в нём не упоминался Халкидонский собор. В эдикте осуждалось отрицание формулировки о том, что Иисус, единосущный Троице, стал плотью и был как человек распят. Согласно «Пасхальной хронике» затем эдикт был разослан четырём другим патриархам для обнародования в церквях. В том же месяце император направил письмо патриарху Епифанию, в котором доказывал, что теопасхистскую формулу, включённую в «Томос к армянам» патриарха Прокла, одобрил Халкидонский собор. В июне Юстиниан послал в Рим епископов Деметрия и Гипатия с целью поддержать скифских монахов против акимитов. Прибывший в Рим с противоположной целью один из «неспящих», Кир, был обвинён в ереси, и, поскольку «неспящие» отказались раскаяться, они были отлучены от церкви до тех пор, пока не признали своей ошибки. В последовавшей за тем переписке с папой Иоанном II Юстиниан смог добиться поддержки своей позиции. Окончательно вопрос в пользу «скифских монахов» был решён в послании Иоанна II к сенату Константинополя, что было подтверждено вселенским собором 553 года. В 536 году папа Агапит I подтвердил, что вера Юстиниана находится в согласии со «всеми правилами наших отцов и с догмой Апостольского престола». Отголоском длившегося 14 лет спора является церковный гимн «Единородный Сыне», поэтически излагающий эдикт 533 года. Автором гимна считается сам Юстиниан.
Зимой 534 года лидеры миафизитов, Севир и патриарх Тимофей IV были приглашены в столицу. Последний из них умер 7 февраля следующего года, и по настоянию Феодоры его преемником стал противник Халкидона и сторонник Севира Феодосий I. Против его избрания была партия «юлианистов» во главе с Гайаном. Потребовалось вмешательство армии для свержения Гайана и восстановления Феодосия. Однако в 537 году Феодосий I был вызван в Константинополь, где отказался признать Халкидон. Будучи смещён, он остался жить в столице под покровительством Феодоры. На его место был назначен халкидонит Павел Тавеннисиот. Ещё одно назначение произошло в июне 535 года, когда скончался константинопольский патриарх Епифаний. На его место был избран Анфим, ранее занимавший пост епископа Трапезунда. Будучи приверженцем Халкидонского собора, он тем не менее пользовался доверием императрицы и вскоре после назначения перешёл на сторону Севира.
При поддержке императрицы Севир и патриархи Анфим и Феодосий добивались отказа от начавшегося в 518 году возврата к халкидонизму на основе признания первых трёх вселенских соборов и Энотикона Зинона. Ф. Менце интерпретирует действия Анфима как сближение с миафизитами, то есть действия в духе политики Юстиниана того времени. Примирительное отношение Юстиниана к монофизитам вызвало недовольство в Риме, и в Константинополь в 536 году прибыл папа Агапит I, который совместно с акимитами выразил резкое неприятие политики патриарха Анфима. Согласно Liber Pontificalis папа сказал императору: «я думал, что еду к благочестивейшему императору Юстиниану, а оказалось, что приехал ко второму Диоклетиану». Юстиниан был вынужден («преисполненный радости», согласно источнику) уступить и подписать исповедание веры на основе Libellus Hormisdae, Анфим был заменён на убеждённого православного пресвитера Мину, труды Севира было приказано сжечь. По некоторым источникам, папа даже отлучил Феодору от церкви, однако Агапит вскоре умер, а благодаря интригам Феодоры новым папой стал верный ей Вигилий. На Константинопольском соборе 536 года Анфим и Севир были осуждены. 8 августа своей новеллой 42 Юстиниан утвердил решение собора, предписал изгнать Анфима и Севира из всех крупных городов империи и сжечь все труды Севира. В своём решении, которое он называет «императорским вкладом» в «божественную и человеческую симфонию», император констатирует невозможность примирения с монофизитами. Во время последовавших за тем гонений на монофизитов их поддерживала Феодора. Её покровительством пользовались опальные патриархи Севир и Феодосий, а также множество монофизитских монахов, которых она поселила во дворце Гормизда. По сообщению Иоанна Эфесского, к монахам за благословением приходила не только Феодора, но и сам Юстиниан. Благодаря покровительству императрицы Иаков Барадей вёл активную миссионерскую деятельности в Сирии.

### Осуждение оригенизма

Собор Святой Софии, возведённый по приказу императора Юстиниана I

В начале V века острые в ранней церкви споры об учении Оригена утратили свою актуальность. Известно, что в V веке в своих не сохранившихся произведениях против Оригена выступали Феодор Мопсуестийский и Антипатр Бострийский. Из одного из житий, составленных Кириллом Скифопольским, известно о последователях Оригена в Палестине в середине V века. В VI веке в палестинских монастырях по неизвестной причине возрос интерес к сочинениям Оригена, в результате чего возникло движение, связанное не с научным изучением его сочинений, но с доведением до крайностей его учения. В отличие от IV века, когда оригенизм был использован сторонами арианского спора, в VI веке внимание привлекла эсхатологическая сторона его учения, в частности об апокатастасисе. По этому вопросу в среде палестинского монашества возник раскол, усугублённый спором из-за монастырей. Оригенисты около 507 года покинули монастырь Святого Саввы и основали Новую Лавру. Свой уход они объясняли недостатком образованности настоятеля монастыря Саввы. К 514 году Новая Лавра стала оплотом оригенистов в Палестине, откуда это учение распространялось в среде образованных монахов. В 530 году Савва прибыл в Константинополь и обратился к императору с просьбой выслать оригенистов, однако вскоре умер, а Юстиниан не сделал ничего в этом направлении. Оригенизм продолжал распространяться в Палестине благодаря двум учёным монахам, Феодору Аскиде и Домитиану. В 536 году они приняли участие в соборе, созванном Юстинианом в Константинополе для окончательного осуждения монофизитов. Примерно год спустя они оба стали епископами — первый в Кесарии Каппадокийской, второй в Анкире. Они часто бывали при дворе, и благодаря их поддержке оригенисты укрепили свои позиции в палестинских монастырях, изгоняя из них «савваитов». Антиохийский патриарх Ефрем решительно осудил оригенизм, тогда как его иерусалимский коллега Пётр, вынужденный внешне поддерживать оригенистов, но втайне их осуждая, открыто поддержать его не мог. После того, как на соборе в 542 году Ефрем проклял сторонников Оригена, те стали требовать от Петра, чтобы из церковных диптихов было вычеркнуто имя антиохийского патриарха. Поскольку возникла опасность разрыва отношений между двумя восточными патриархиями, потребовалось вмешательство императора.
Примерно в это время, примерно в 542 или 543 году, возвращаясь из Газы, где на прошедшем соборе был смещён александрийский патриарх Павел Тавеннисиот, папский апокрисиарий Пелагий остановился на некоторое время в Иерусалиме. Местные монахи показали ему сочинения Оригена, рассказали о проблеме и просили ходатайствовать перед императором об осуждении этого учения. Пелагий согласился и вместе с патриархом Константинопольским Миной передал Юстиниану их просьбу, на которую тот откликнулся эдиктом, включающим 9 анафематизмов. Исследователи датируют указ как периодом после Газского собора, так и до него. В эдикте были осуждены догматы о предсуществовании душ всех людей и Христа до его рождения. В числе других ошибок Оригена указывались предположение об ограниченности всемогущества Бога, о том, что всё сущее столь же вечно, как и Бог, что некоторые души впали в грех и за то были сосланы в тела и, согласно мере своих грехов, могут воплощаться и более одного раза до полного их искупления и возвращения в исходное состояние. Также ошибочным признавалось учение Оригена о множественности миров, часть из которых уже создана, тогда как другим это ещё предстоит. В доказательство того, что его обвинения соответствуют содержащимся в текстах Оригена утверждениям, Юстиниан цитирует 24 отрывка из трактата «О началах». Эдикт был разослан пяти патриархам с указанием созвать поместные соборы, осудить оригенизм и утвердить анафематизмы. Так и было сделано, эдикт был подписан и утверждён всеми патриархиями, а также епископами, собравшимися на собор в Константинополе.
Эдикт был подписан и Феодором Аскидой, и Домитианом Анкирским. Непримиримые оригенисты, в числе которых были Нонн и его товарищи, были изгнаны из Новой Лавры. Провоцируя скандалы, Нонн заручился поддержкой Аскиды и смог вернуться в Новую Лавру. Затем Аскида добился у иерусалимского патриарха назначения двух своих единомышленников на важные церковные должности, в том числе Георгия на должность настоятеля Лавры Саввы Освященного. Ко времени смерти Нонна в феврале 547 года внутренние разногласия палестинских оригенистов привели их к расколу на исохристов и протоктистов. Более умеренные протоктисты объединились с православными на почве отрицания предсуществования душ. Представитель протоктистов Исидор и новый настоятель лавры Саввы Конон в сентябре 552 года отправились в Константинополь просить у императора защиты от своих противников. Воспользовавшись раздражением Юстиниана по отношению к Аскиде, Конон представил императору записку против оригенистов. В этих условиях в августе — декабре 553 года состоялся Пятый вселенский собор, основным вопросом на котором была проблема трёх глав. 11-е постановление собора было направлено против тех, кто, в частности, отказывался анафематствовать Оригена. Упоминание его в одном ряду с Арием, Евномием, Македонием и другими ересиархами является результатом позднейших интерполяций. По предположению немецкого богослова Ф. Дикампа, осуждение Оригена состоялось чуть позже вселенского собора на отдельном синоде с теми же участниками. Окончательно оригенизм в Палестине исчез в начале 555 года. Его исчезновение стало существенным фактором для развития монашеских духовных практик.

### Спор о трёх главах
Хронологический близкий к оригенистскому, «спор о трёх главах», по распространённому мнению, был инициирован Феодором Аскидой с целью переключения внимания императора на другую богословскую проблему. Не оставляя надежды примириться с монофизитами, император включился в рассмотрение вопроса о трёх церковных писателях V века, Феодоре Мопсуестийском, Феодорите Киррском и Иве Эдесском, относительно которых монофизиты ставили в упрёк Халкидонскому собору то, что вышеназванные писатели, несмотря на свой несторианский образ мыслей, не были на нём осуждены. Юстиниан признал, что в данном случае монофизиты правы и что православные должны им сделать в данном случае уступку. В 544 году он издал по проекту Аскиды эдикт, фрагменты которого сохранились у Факунда Гермианского. Эдикт не обсуждался с иерархами, и был лишь подписан патриархом Миной. Не желая принимать решение без санкции апостолического престола и опасаясь подвергнуть опасности решения Халкидонского собора, Мина колебался. В конце концов он поставил свою подпись, получив гарантию, что сможет её отозвать, если папа откажется присоединиться. Ефрем Антиохийский подписал под угрозой смещения. Пётр Иерусалимский, заявивший вначале, что каждый, кто подпишет новый эдикт, посягнёт на Халкидонский собор, тоже был вынужден подчиниться. Зоил Александрийский признавался впоследствии папе Вигилию, что подпись была у него вырвана силой. Факунд и Либерат сообщают о принуждении епископов к подписанию эдикта, о том, что патриарх Мина принуждал к этому подчинённых ему епископов.

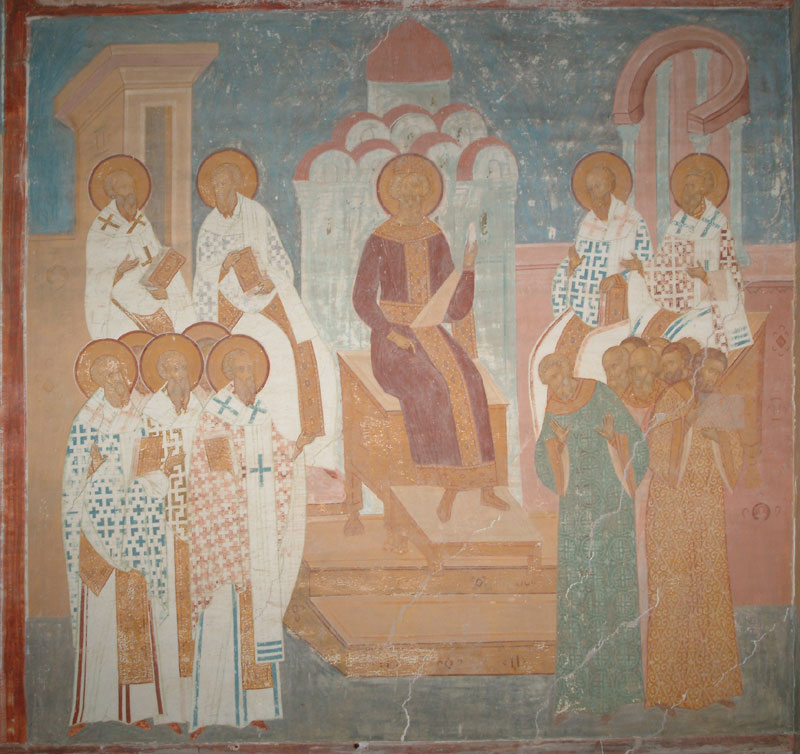
Икона Пятого вселенского собора, фреска Ферапонтова монастыря

Намерение императора вызвало возмущение западных иерархов, так как они видели в нём посягательство на авторитет Халкидонского собора, после которого мог последовать аналогичный пересмотр решений Никейского собора. Также возник вопрос, можно ли анафематствовать умерших, ведь все три писателя умерли ещё в предыдущем столетии. Наконец, некоторые представители Запада держались того мнения, что император своим указом совершает насилие над совестью членов церкви. Последнее сомнение почти не существовало в восточной церкви, где вмешательство императорской власти в решение догматических споров закреплено было долговременной практикой. В итоге указ Юстиниана общецерковного значения не получил. С целью повлиять на положительное решение вопроса, Юстиниан вызвал тогдашнего папу Вигилия в Константинополь, где тот и прожил под арестом более семи лет. Первоначальная позиция папы, который по прибытии открыто восстал против указа Юстиниана и отлучил от церкви константинопольского патриарха Мину, изменилась и в 548 году он издал осуждение трёх глав, так называемый ludicatum, и таким образом присоединил свой голос к голосу четырёх восточных патриархов. Однако западная церковь, Италия и Африка, не одобрила уступки Вигилия. Под влиянием западной церкви папа начал колебаться в своём решении и взял обратно ludicatum. После смерти императрицы Феодоры в том же году, император вновь попробовал собрать влиятельных монофизитов для обсуждения восстановления церковного единства, но снова безрезультатно. В 551 году, по совету Аскиды, Юстиниан написал своё исповедание веры с 13 анафематизмами. Этот документ император стал рассылать церквям, где те, кто соглашался с ним, развешивали его по стенам. Папа, протестуя против этого, устроил новое совещание, на котором обратился к епископам, чтобы они упросили Юстиниана взять назад своё исповедание и подождать, пока выскажутся латинские епископы. Если он не захочет это сделать, то они не должны с ним соглашаться под страхом лишения общения с кафедрой святого Петра. Конференция закончилась безрезультатно, епископы отправились в церковь, на стенах которой было вывешено исповедание Юстиниана, совершили там литургию, вычеркнув из диптихов протестовавшего против осуждения трёх глав Зоила Александрийского. Возмущённый Вигилий в июле 551 года объявил Аскиде, что лишает его церковного общения, чем разгневал Юстиниана.
С целью восстановления единства церкви «от Востока до Запада» (лат. ab Oriente usque ad Occidentum) Юстиниан решил прибегнуть к созыву Пятого Вселенского собора, который и собрался в Константинополе в 553 году. Результаты собора оказались, в целом, соответствующими воле императора. Отцы собора осудили сочинения трёх богословов прошлого столетия, подтвердили халкидонскую формулу («Христос в двух природах»), но вместе с тем признали законность формулы Кирилла Александрийского «единая воплощённая природа Бога Слова» и различение природ во Христе «на словах и в мыслях, а не в конкретном смысле». После завершения собора позиция Вигилия вновь изменилась: им было написано письмо Евтихию, в котором он заявил, что Христос помог ему понять свою ошибку и что он теперь готов подписать осуждение глав. Свою новую позицию папа изложил в датированном 24 февраля 554 года Constitutium II. Радикальное изменение взглядов Вигилия не было решительно осуждено на Западе. Диакон Пелагий написал в защиту глав трактат, а по возвращении в Рим он издал символ веры, в котором признавал Феодорита Кирского и Иву Эдесского православными. Однако формально это не противоречило решениям собора, и, хотя Пелагий явно это начинание Юстиниана не поддержал, его деятельность по подавлению оппозиции собору в Италии была вознаграждена поддержкой императора при выборе нового папы в 556 году. Африканская церковь была обезглавлена — многие епископы были изгнаны или помещены в тюрьму, Факунд Гермианский скрывался, диакон Либерат оставил писательскую деятельность. Оппозиция, хотя и существовала — свой последний трактат в защиту глав Факунд написал в 568 году, постепенно маргинализировалась. Непродолжительное время оппозиция существовала в Иллирии, однако уже в конце 550-х годов папа Пелагий заявлял, что весь этот регион поддерживает Константинопольский собор. В Далмации изгнание епископа Фронтина Салонского привело к расколу, продолжавшемуся до конца столетия.
После Константинопольского собора церковные провинции Востока должны были подписать решения собора. В халкидонских церквях это было достигнуто без особых затруднений. Однако надежды на то, что в результате будет достигнуто примирение с миафизитами, не оправдались. Единственный интеллектуал-нехалкидонит, кого заинтересовали решения состоявшегося в 553 году собора, философ Иоанн Филопон из канонов Константинопольского собора сделал вывод не о том, что халкидониты теперь стали православными, а о том, что они анафематствуют сами себя. Леонтий Схоластик, обобщая результаты церковной политики Юстиниана в отношении «колеблющихся», также признал, что примирения не произошло. Реакция Церкви Востока на объявление еретиками её главных учителей была предсказуемо отрицательной. Состоявшийся в 554 году собор под председательством патриарха Иосифа (552—567) ещё не рассматривал этот вопрос. Вместо этого отцы собора рассматривали вопросы, относящиеся к внутренним конфликтам, а исповедание веры выражалось в терминах Мар Абы I (540—552) — «мы защищаем православное исповедание двух природ во Христе, божественной и человеческой; мы защищаем свойства этих природ, и мы полностью отвергаем их смешение или изменение. Мы сохраняем также число трёх лиц в Троице, и, в их неизречённом единстве, мы исповедуем единого истинного Сына единого Бога, истинного Отца. Каждому, кто говорит или мыслит о двух Христах или двух Сыновьях и, по какой-то причине или каким-то образом, вводит четвёртого, тому анафема». Сирийские источники утверждают, что Мар Аба посетил Константинополь и проповедовал там «истинную веру». Юстиниан пожелал встретиться с ним, но тот уклонился от такой чести и вернулся на родину. Также сообщается, что в 561 году император хотел устроить диспут с представителями Церкви Востока и просил приехать к себе начальника Нисибинской богословской школы Авраама Бет-Раббанского но тот, сославшись на преклонный возраст, отказался приехать. Авраам также не согласился исключить из диптихов имена осуждённых глав.

### Указ об афтартодокетизме
В написанной в конце VI века «Церковной истории» Евагрия Схоластика говорится, что в последние месяцы жизни Юстиниан принял доктрину афтартодокетов и попытался включить её в православное учение:
В то время Юстиниан, уклонившись от правого царского пути догматов и вступив на стезю, не протоптанную ни Апостолами, ни Отцами, запутался в терния и волчцы. Но, восхотев наполнить ими и Церковь, он не достиг своей цели; потому что Господь, исполнив предсказание пророчества, оградил царский путь неизреченно твердыми оплотами, как бы крутой стеной и заостренной оградой, чтобы убийцы не могли перескочить чрез неё. Итак, когда в старейшем Риме, после Вигилия, епископствовал Иоанн, называемый также Кателином, в Новом - Иоанн, родом сиримянин, в Александрии - Аполлинарий, в Феополисе - Анастасий после Домнина, а в Иерусалиме Макарий, по низложении Евстохия, восстановленный на собственном своем престоле после того, как предал анафеме Оригена, Дидима и Евагрия, - в это время Юстиниан издал так называемый у римлян эдикт, в котором тело Господа назвал не подлежавшим тлению и непричастным естественных и невинных страстей, и говорил, что Господь так же вкушал и до страдания, как вкушал по воскресении; будто бы, то есть всесвятое тело Его ни в произвольных, ни в естественных страстях, не получало никакого превращения или изменения со времени образования его в утробе, и даже после воскресения. Он принуждал согласиться с этим учением всех повсюду иереев. Но они, сказав, что ждут мнения антиохийского епископа Анастасия, отклонили первое его покушение.
Евагрий Схоластик, Церковная история, IV, 39
Афтардокетское (от др.-греч. ἄ-φθαρτος — «неуничтожаемый») учение о том, что тело Христово было всегда нетленно, выдвинули Юлиан Галикарнасский и Гайан Александрийский. Рассматривая тело Христа как кажущееся, юлианисты, фактически, вернулись к раннехристианской ереси докетистов. За противодействие эдикту в январе 565 года был смещён константинопольский патриарх Евтихий. Дополнительные сведения сообщает Михаил Сириец, согласно которому в афтардокетство Юстиниана обратил последователь Юлиана, епископ Иоппии в Палестине. Михаил также уточняет, что только смерть Юстиниана 14 ноября 565 года помешала изгнанию патриарха Анастасия, который собрал собор 195 епископов для богословской оценки эдикта. Обстоятельства смещения Евтихия и общая хронология связанных с эдиктом об афтартодокетизме событий является предметом многолетних споров. Вне зависимости от деталей, по общепризнанному мнению Юстиниан до самой смерти принимал активное участие в государственной деятельности. Также активно вопрос о возможной приверженности Юстиниана афтардокетской доктрине активно обсуждался в контексте возможной еретичности императора. По мнению А. Грильмайера, при всех особенностях богословия, нет оснований подозревать Юстиниана в отступлении от халкидонизма.

## Развитие христианских институтов при Юстиниане

### Церковная иерархия

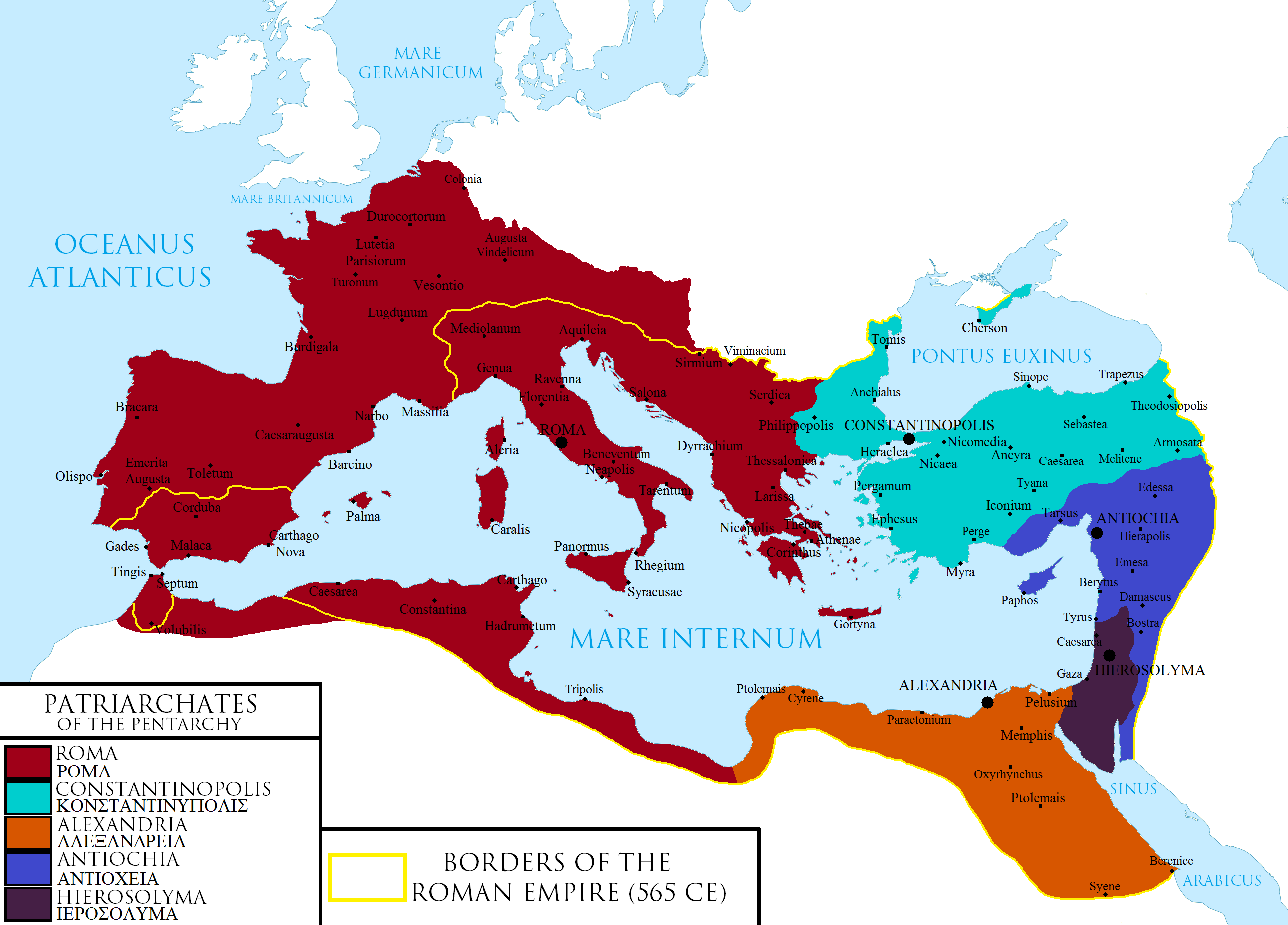
Границы патриархатов к концу царствования Юстиниана

Главенствующей фигурой Константинопольского патриархата, собеседником патриархов, называет Юстиниана А. Грильмайер. Его влияние на религиозно-политические вопросы католический исследователь объясняет общей непрояснённостью отношений между государством и церковью в Византии. Отрицательно оценивает деятельность Юстиниана американский византинист Милтон Анастос, отмечавший всеобщность мнения, что Юстиниан правил византийской церковью железной рукой. Включив догматы первых четырёх вселенских соборов в своё законодательство, Юстиниан не видел никаких ограничений при толковании догматических вопросов, а издавая эдикты по церковным вопросам не видел необходимости в согласовании документов с епископами и патриархами. Первый титул Кодекса Юстиниана озаглавлен «О высшей Троице и католической вере и о том, что никто не должен осмеливаться спорить о них публично» (лат. De summa trinitate et de fide catholica et ut nemo de ea publice contendere audeat), что, по мнению Анастоса, обозначает недопустимую для императора степень вовлечённости в религиозные вопросы. Одним из важнейших церковных законов является новелла 6, в которой Юстиниан вводит различение между делами божественными и человеческими, а также относит к ведению императора наблюдение за двумя небесными дарами, священством и империей. С другой стороны, от иерархов требовалось активное участие в мирских делах: епископы должны были участвовать в попечении тюрем, надзирала за судопроизводством со стороны губернаторов. Как крупнейший землевладелец, церковь в лице своих епископов и их экономов, собирала налоги и контролировала расходы. Наконец, канонам церковных соборов была придана сила законов государства.
Как отмечал немецкий историк Эрих Каспар, Юстиниан завершил план построения «государственной церкви» (нем. Reichskirche), начатый Константином Великим. На верхнем уровне построенной им пирамидальной структуры находилось пять патриархов. Далее шли архиепископы, которым подчинядись как стоящие во главе церковных провинций митрополиты, так и отдельные епископы. Полномочия патриархов, митрополитов и епископов определял закон 530 года. Положение архиепископа тем законом не было явно обозначено, и при Юстиниане отличие их от патриархов ещё не было чётко обозначено. Африканская церковь сохраняла самобытную церковную организацию с формальным равенством епископов провинции, из которых старейших считался примасом (лат. primas, primae sedis episcopus, senex). Единственным митрополитом в Африке был епископ Карфагена, авторитет которого признавали также церкви Нумидии и Мавретании. Вскоре после завершения войны с вандалами в 534 году были изданы новеллы 36 и 37, вернувшие церкви отнятое варварами имущество. Законами 541, 542 и 545 годов император подтвердил древнюю систему равенства африканских епископов. Император уделял большое внимание доходам церкви и эффективностью распоряжения церковным имуществом духовенством. Законодательство Юстиниана заложило основу для последующего роста монастырского землевладения. Хотя византийское налоговое законодательство не знало принципа исключения церкви из налогообложения, при Юстиниане был сделан ряд значительных исключений.
В 535 году родной город Юстиниана, иллирийская Юстиниана Прима, до того входившая в малый диоцез в Фессалоникийской митрополии, была возвышена до архиепархии. Новеллу 11, осуществившую данную реформу, возможно, составил лично Юстиниан. Хотя город получил те же канонические права, что и Рим, с точки зрения церковного управления Юстиниана Прима осталась обычным епископством. Полная автономия архиепископству с выделением ему в качестве церковной провинции диоцеза Дакия и частично диоцезов Македония и Паннония была осуществлена новеллой 11. 18 марта 545 года новеллой 131 Юстиниан вернул архиепархию своего родного города под юрисдикцию папы, сократив тем самым ранее выданные беспрецедентные права. В научной литературе нередко высказывается мнение о незаконности связанных с Юстинианой Примой реформ. Другим примером вмешательства Юстиниана в дела церковной иерархии стало назначение в 546 году по его настоянию епископом Равенны Максимиана. При поддержке Константинополя Максимиан развернул обширную строительную программу и был возвышен до звания архиепископа. Крайне спорна хронология событий в Томисской архиепископии в Малой Скифии. По одной из теорий, при Юстиниане была возвышена до митрополии.
В правление Юстиниана на территории Византии начала формироваться альтернативная церковная иерархия, результатом чего стало становление Сирийской яковитской церкви. Иоанн Эфесский связывает её возникновение с рукоположениями, которые в восточной Сирии начал проводить Иоанн Телльский «на десятом году гонений», то есть примерно в 530 году. По сведениям агиографа, огромное число жителей восточных окраин империи пожелали получить священство из рук . Дальнейшую деятельность Иакова Барадея по расширению монофизитской иерархии ранняя историография датирует 540-ми годами. Историк монофизитского движения Уильям Френд полагает, что миссия Барадей охватывала период с 542 по 578 год. В целом, современные историки относят её к периоду после Пятого Вселенского собора годами.

### Юстиниан и папство
Хотя римский престол подтвердил вероучительные решения Халкидонского собора, устанавливавший привилегии константинопольской кафедры 28-й канон папа Лев I не признал. С 476 года, когда Одоакр захватил власть в Италии, римская церковь находилась вне императорского контроля. Формально признавая власть Константинополя, Одоакр и его преемник в качестве короля Италии Теодорих редко вмешивались в церковные дела. В результате итальянские епископы получили значительную свободу действий и играли значительную роль в обществе. Политическая автономность от Византии привела к автономности догматической. В связи с началом Акакианской схизмы в 484 году в Константинополе больше не было папского апокрисиария. Хотя папы не разорвали церковного общения с императорами, в ходе схизмы папство сформулировало иной, нежели на Востоке, взгляд на отношния светских и церковных властей. В противопоставление поддержки патриархом Акакием Энотикона и религиозной политики императоров Зинона и Анастасия, папа Геласий I и его преемники развивали «доктрину о двух мечах». Попытки папы Гормизда повлиять на церковные дела Византии были категорически отвергнуты Анастасием, в одном из своих писем заявившим, что он готов стерпеть оскорбления и неуважение, но не приказы.
Примирение с Римом, достигнутое путём принятия «Libellus Hormisdae» при Юстине I, очень быстро стало интерпретироваться сторонами различно. Для восточных церквей воссоединение означало реинтеграцию Рим в имперскую систему церковного управления, тогда как папа воспринимал достигнутое согласие как подтверждение вечной доктринальной правоты Рима. Уже в июне 520 года Юстин выразил своё неудовольствие, отказав легатам в восстановлении трёх низложенных в 512 году за халкидонские взгляды епископов, а в июле в своих письмах в им патриарх Епифаний, Юстин и Юстиниан просили Гормизда о смягчении положений либеллуса. Также Юстиниан просил папу воздержаться от дальнейших излишних споров. Течение спора о теопасхистской формуле и «скифских монахах» показательно для всей дальнейшей церковной политике Юстиниана: ему было важно получить освящённое преемством от апостола Петра подтверждение собственного решения. Гормизд отказался согласовать теопасхистскую формулу и окончательно осудил её в марте 521 года. До 533 года у пап не было необходимости в постоянном представителе в Константинополе, и только взаимное поминовение в диптихах указывало на сохранение церковного единства. Подтверждение папой Иоанном II теопасхистского эдикта 533 года стало важным фактором в контексте приготовлений Юстиниана к войне с вандалами в Африке и остготами в Италии.
В законодательстве Юстинана папство упоминается очень редко. Из 134 новелл только одна адресована епископу Рима, по сравнению с девятью, адресованными патриарху Константинополя. Обычной практикой являлось добавление в новеллу указания митрополиту распространить закон среди церквей в своей юрисдикции, а также по приложенному к закону перечню. Как правило, Рим в таких перечнях отсутствует. Например, посвящённая рукоположению епископов и священников новелла 6 адресована непосредственно константинопольскому патриарху Епифанию. Первый эпилог новеллы предписывает каждому патриарху следовать данному закону, а во втором эпилоге приводится перечень церковных и гражданских должностных лиц, получивших копию закона. Список включает патриархов Александрии, Антиохии и Иерусалима (в таком порядке), а также двух префектов претория. Таким образом, среди получателей не указан папа Иоанн II, на понтификат приходится датируемая апрелем 535 года новелла. В Рим было направлено 4 новеллы. Две из них, подтверждающая права римской церкви 9-я и 42-я о смещении Анфима Константинопольского, были изданы вскоре после начала вторжения в Сицилию в 535 году. Возможно, они были призваны обеспечить поддержку папы в начавшейся войне с остготами. Датируемые серединой 540-х годов новеллы 123 и 131, напротив, обосновывали идею пентархии и равенства престолов Рима и Константинополя. Учитывая, что из прочих законов в 554 году папе Вигилию была направлена Прагматическая санкция о принципах управления византийской Италией и распространении на неё действия византийского законодательства, Рим не занимал достаточно значимого места в политике Юстиниана, и о нём вспоминали только в случае необходимости.
После победы в Остготской войне римские папы были подчинены Юстиниану и вынуждены были признать V Вселенский Собор. Терпимость к миафизитам римских пап вызвала протест среди православных Запада, в том числе, в Италии, Испании и Северной Африки. Раскол в Аквилейском патриархате сохранялся до конца VI века.

Папы римские в правление Юстина I и Юстиниана I
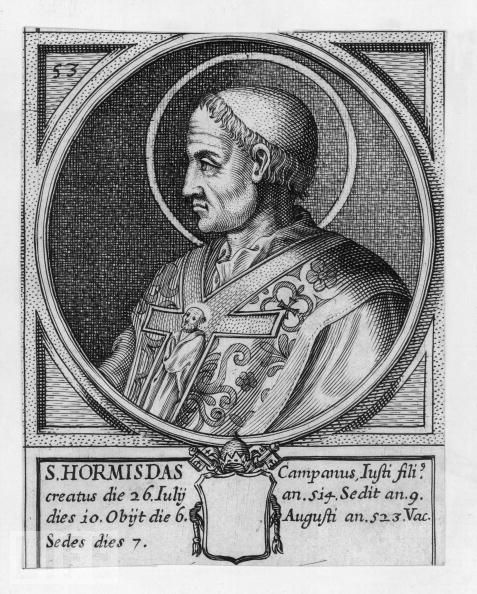
Гормизд (514—523)
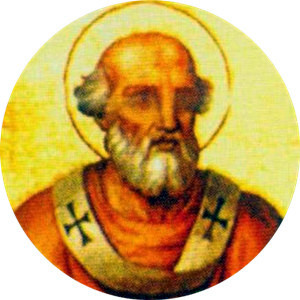
Иоанн I (523—526)
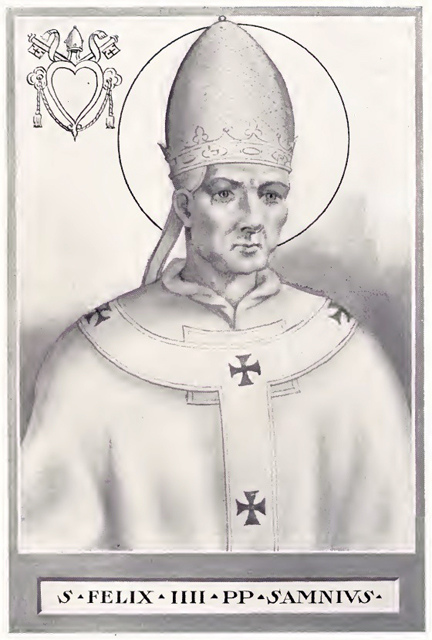
Феликс IV (III) (526—530)
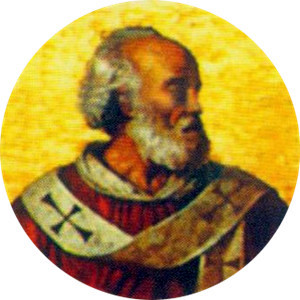
Бонифаций II (530—532)
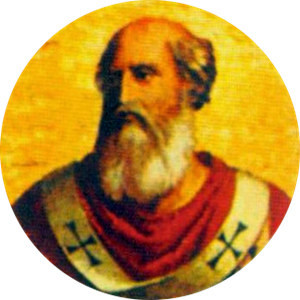
Иоанн II (533—535)
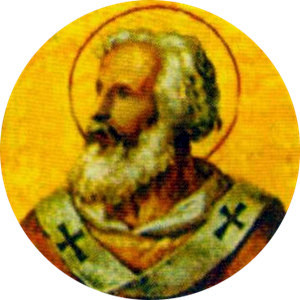
Агапит I (535—536)
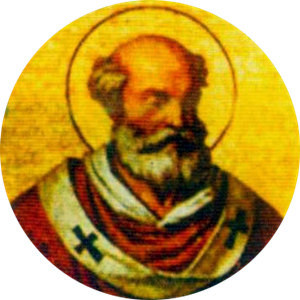
Сильверий (536—537)
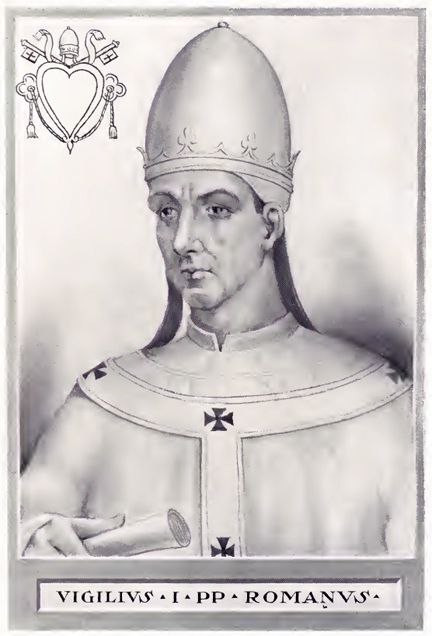
Вигилий (537—555)
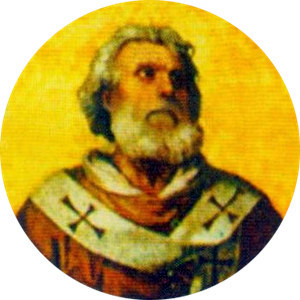
Пелагий I (556—561)
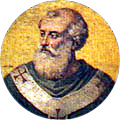
Иоанн III (561—574)

### Отношение к монашеству
В правление императора Юстиниана количество монахов существенно возросло. Только в Константинополе и его окрестностях насчитывалось 67 мужских монастырей. Своим законодательством Юстиниан упорядочил монашество в его отношениях с государством и церковью. По его мнению, «жизнь в монашеском подвиге является столь почтенной и настолько сближает с Богом человека, обратившегося к ней, что в состоянии стереть с него всю человеческую скверну и явить его чистым и достойным своей разумной природы, поступающим по большей части, согласно с разумом и возвысившимся над человеческими заботами». Ряд новелл Юстиниана касается непосредственно монахов. Из форм монашеского общежития император отдавал предпочтение киновитной как более упорядоченной.
Согласно мнению большинства исследователей, законодательство Юстиниана не было «мёртвой буквой» и соответствовало реальным потребностям Церкви и государства. Важные решения относительно монашества были приняты на вселенском Халкидонском соборе в 451 году. Канонами собора монахам было запрещено принимать участие в мирских делах, служить в армии и на государственной службе и жениться. Монастыри подчинялись церковному начальству и больше не могли основываться без разрешения епископа, против которого монахам запрещалось строить заговоры и бунтовать. Наконец, монастыри запрещалось передавать в собственность частных лиц. В своей новелле 5 De monachis 535 года Юстиниан подтвердил четвёртый канон Халкидонского собора о том, что для основания нового монастыря требовалось согласие епископа. Была введена новая норма, согласно которой тот должен был присутствовать при начале строительства и прочитать специальную молитву. Каждый монастырь должен был иметь настоятеля (игумена), выбор и назначение которого также производились епископом. Во внимание должны были приниматься личные достоинства кандидата, а не количество лет, проведённых им в монашестве. Однако это, вероятно, было воспринято монахами как вмешательство во внутренние дела общины, и более поздняя новелла 123 546 года устанавливала, что выборы настоятеля должны осуществляться исключительно монахами монастыря, а затем утверждаться епископом. При этом монахи обязывались выбирать настоятеля за его правую веру, благочестие и административные способности. Настоятель отвечал за дисциплину в монастыре и духовное развитие монахов. Настоятель мог руководить только одним монастырём. Новелла 133 предписывало монахам быть «достойными подвижниками монашеского любомудрия».

## Отношения с прочими религиозными группами

### Искоренение язычества и ересей

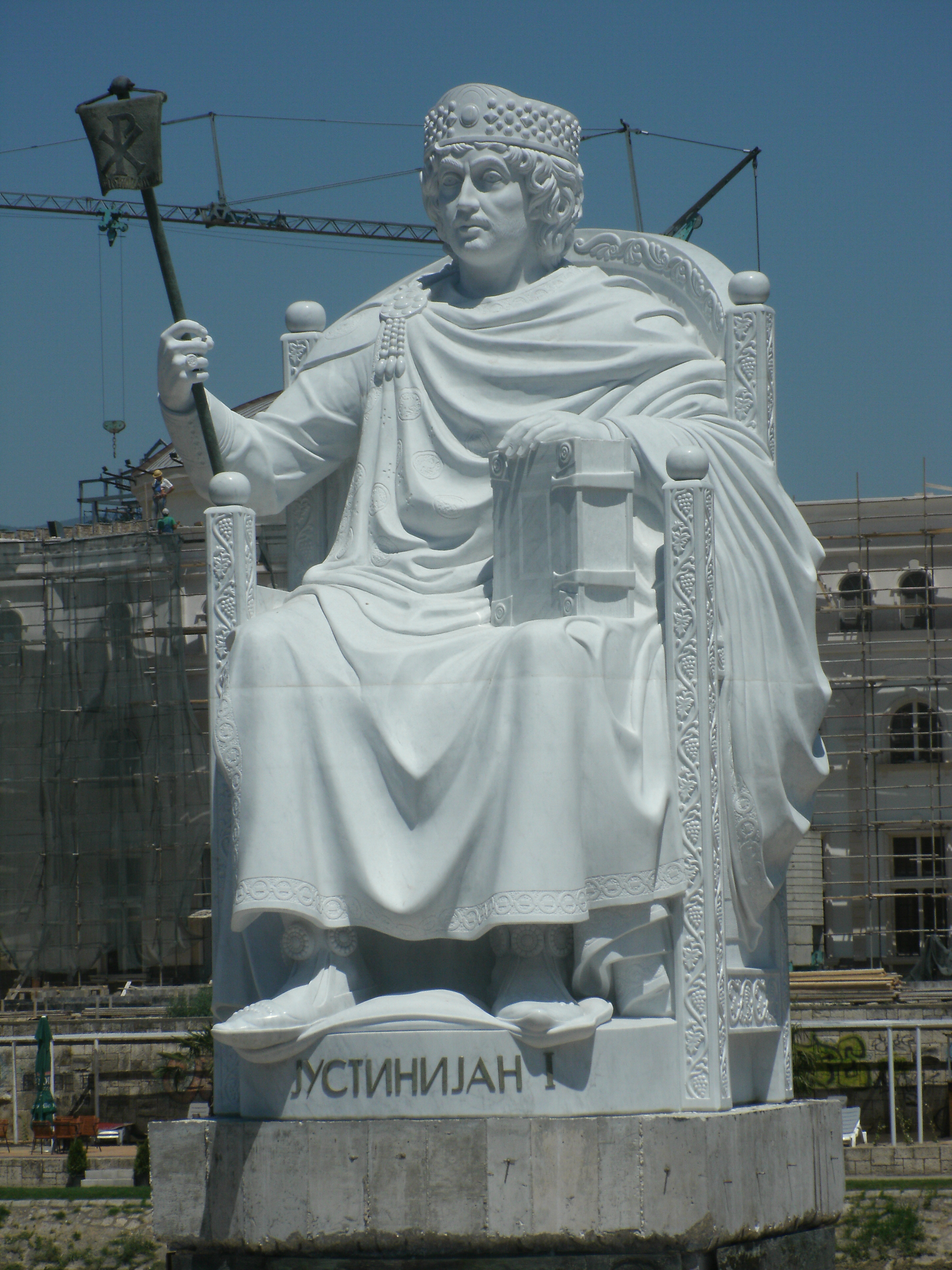
Памятник Юстиниану I в Скопье

С начала самостоятельного правления и до середины 540-х годов одним из приоритетов религиозной политики Юстиниана было преследование еретиков. Одним из первых его шагов стало преследование манихеев и монтанистов. Из-под действия эдикта были исключены только готы-федераты. Незадолго до смерти Юстина был издан эдикт «De haeretics» против широкого круга религиозных диссидентов, предписывавший, в том числе, обязательное крещение для всех язычников и их домочадцев. В первые месяцы своего правления Юстиниан также запретил следовать ересям Нестория, Евтихия и Аполлинария. Еретикам было запрещено заниматься свободными профессиями, заниматься должности defensor civitatis и pater civitatis, быть адвокатами и заниматься преподаванием. По мнению Юстиниана, еретики не должны были иметь возможность навредить епископам или христианам. В связи с данным законом итальянский правовед Биондо Бионди отмечал, что «исповедание правой веры являлось правовой обязанностью граждан, тогда как государство обязывалось защищать ортодоксию, подавляя ереси и учения, выступающие против апостольской кафолической церкви или погрязшие в ошибках и безумии. Потому еретики и были исключены из общественной жизни». Другим законом язычникам и еретикам было запрещено свидетельствовать против православных, они были ограничены в правах наследования. Иноверцам была запрещена служба при дворе, они были ограничены в правах наследования. Тайное отправление языческого культа каралось смертью. Новелла 131 545 года запретила еретикам владеть церковным имуществом, в том числе землёй, на которой построены храмы.
Юстинианом были предприняты шаги для окончательного искоренения остатков язычества, хотя в VI веке данному явлению дать чёткую дефиницию стало непросто. По характеристике Августа Кнехта, в отличие от своих предшественников Юстиниан действовал не сколько через запреты, сколько через предписания. В его законодательстве язычество не занимало самостоятельного места, но прежние запреты были подтверждены. На протяжении всего правления Юстиниана в империи проходили политические процессы против язычников, не пожелавших изменить своей вере. При нём были разрушены последние действовавшие языческие храмы. Считается, что в 529 году Юстиниан закрыл знаменитую философскую школу в Афинах, но неизвестно, в связи с чем и по какому закону. Это имело преимущественно символическое значение, так как к моменту события эта школа утратила лидирующее положение среди образовательных учреждений империи после того, как в V веке при Феодосии II был основан Константинопольский университет. После закрытия школы при Юстиниане афинские профессора во главе со схолархом Дамаскием переселились в Персию ко двору шаха Хосрова I. Менее чем через год некоторые из них вернулись на территорию империи, а оставшиеся основали в Каррах просуществовавшую до исламского периода философскую школу. В том же году 529 году святой Бенедикт Нурсийский разрушил последнее языческое святилище в Италии в священной роще на Монтекассино ради основания монастыря. Полного искоренения язычества Юстиниан не достиг; оно продолжало скрываться в некоторых малодоступных местностях. Прокопий пишет, что преследование язычников велось не столько из желания утвердить христианство, сколько из жажды прибрать к рукам имущество язычников. Тем же периодом, то есть первыми годами правления, датируется законодательство против гомосексуалов.
Активная миссионерская деятельность среди язычников велась в Малой Азии. Действуя от имени Юстиниана монофизит Иоанн Эфесский осуществлял проповедь христианства в Малой Азии. Согласно его сообщению, «В 853 году совершилось действие благодати Божией в странах Азии, Карии, Лидии и Фригии тщанием державного Юстиниана, и излилась обильно посредством нашего ничтожества, то есть Иоанна Асийского: 70 000 душ силою Духа Святого были научены и приведены от заблуждения языческого, почитания идолов и служения демонам к истинному ведению, и были обращены и знаменованы и крещены во имя господа нашего Иисуса Христа». Такие большие цифры, вероятно, свидетельствуют о том, что обращение производилось скорее механическими средствами, а не проповедью. Сообщение хрониста XII века Михаила Сирийца, что все новообращённые были крещены в халкидонской вере, представляется сомнительным. В дальнейшем деятельность Иоанна, по его собственным показаниям, сводилась к разрушению языческих капищ и идолов и к организации христианских храмов и монастырей. Всё это требовало продолжительной и упорной работы, поэтому миссия Иоанна, в качестве базы которой он избрал окрестности города Траллы, продлилась до 571 года, когда вследствие возобновившихся гонений и старости Иоанн передал руководство миссией своему сотруднику, Девтерию. В результате деятельности Иоанна в Малой Азии было уничтожено большое количество языческих святилищ и учреждено 12 монастырей и 99 церквей. Более половины построек было построено за счёт казны, остальные — за счёт новообращённых. Миссионерская деятельность принесла Иоанну известность, он стал «главным инквизитором» Юстиниана, с полномочиями не только на язычников, но и на иноверцев вообще. В Малой Азии Иоанн Эфесский боролся также с иудеями, у которых отобрал семь синагог и превратил их в храмы, и с монтанистами. О преследовании последних сообщается также у Прокопия Кесарийского в «Тайной истории». Во Фригии город Пепуза являлся главным центром монтанизма; в находящейся там кенассе хранились кости Монтана и пророчествовавших при нём женщин, являвшиеся центром поклонения. Ещё при императоре Юстине I был отдан приказ уничтожить их, однако монтанисты подкупили епископа, и были сожжены другие кости. Иоанн сумел добиться своего, и благодаря его рвению были уничтожены не только останки основателя ереси, но и синагога с хранившимися в ней книгами.
На фоне военных успехов Византии в Закавказье в христианство перешли лазы, иберы, тзаны и абасги.

### Евреи и самаритяне при Юстиниане

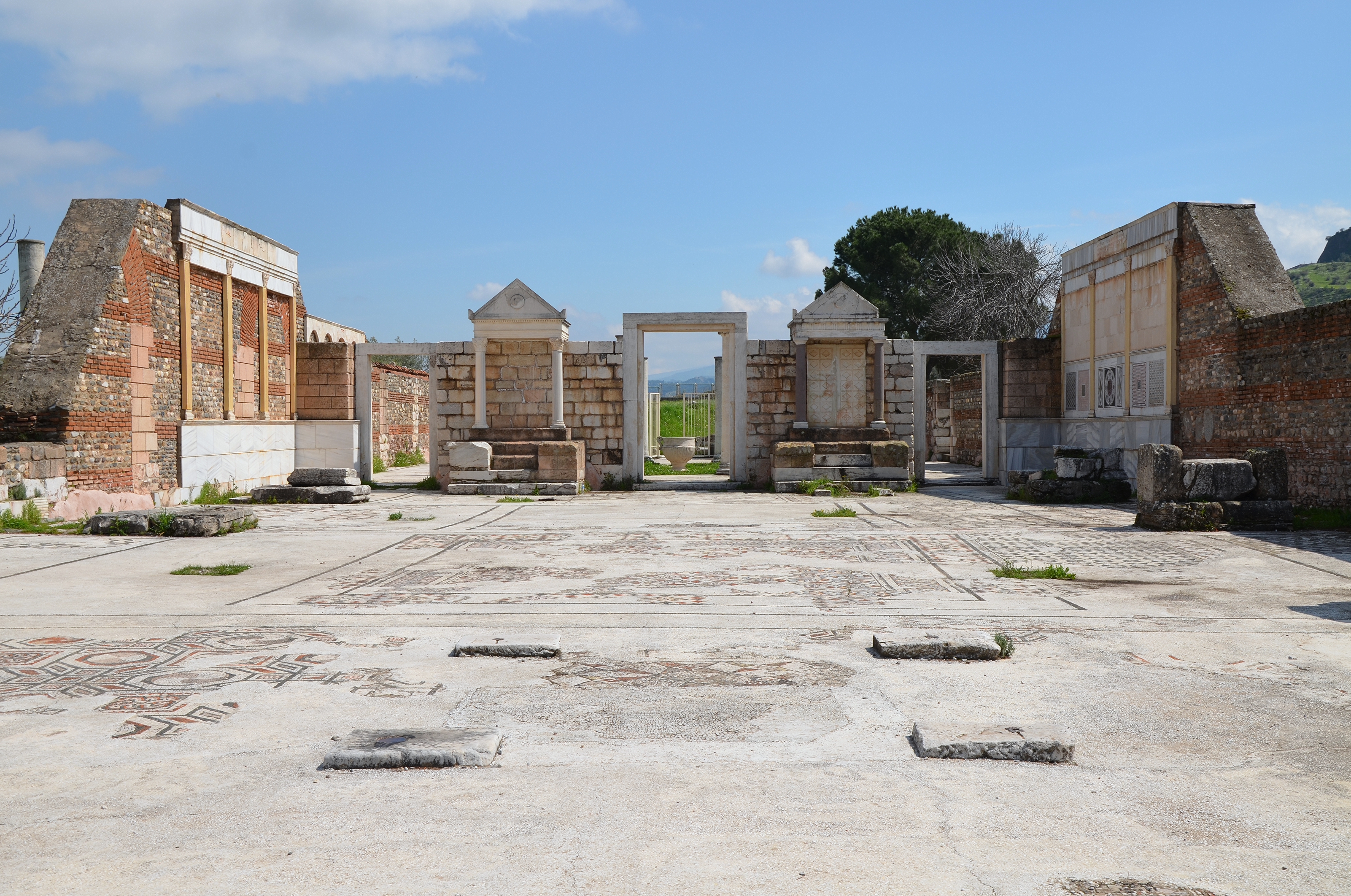
Синагога Сард

С точки зрения истории еврейского народа, на эпоху Юстиниана пришёлся завершающий этап подчинения евреев христианскому государству и установление талмудического иудаизма после завершения кодификации Вавилонского Талмуда. Вопросам статуса и юридических особенностей положения евреев в империи было посвящено значительное количество законов. Один из наиболее значительных до-юстиниановких сборников законов, Кодекс Феодосия, созданный в правление императоров Феодосия II и Валентиниана III, содержал 42 закона, специально посвящённых евреям. Иудаизм не рассматривался как ересь и относился к числу «разрешённых религий». Тот же статус в начале правления Юстиниана имела и самаритянская религия, однако из-за восстаний она его утратила. Законодательство хотя и ограничивало возможности пропаганды иудаизма, однако предоставляло еврейским общинам в городах определённые права. Закон Феодосия II и Валентиниана III 438 года запрещал евреям и самаритянам занимать выборные должности в муниципальном управлении дабы избежать греховной, с точки зрения законодателей, возможности управления ими христианами и даже епископами. После проведения ревизии старых законов, более половины из относящихся к евреям было сохранено. Толкование закона 438 года было расширено, и самаритянам запретили работать тюремными надзирателями. Новелла 131 устанавливала, что церковный закон по своему статусу равен закону государства. Новелла 537 года устанавливала, что евреи должны облагаться полными муниципальными налогами, но раввины были освобождены от тягот исполнения куриальных обязанностей. Синагоги были защищены законами, но известны и примеры их разрушения или преобразования в христианские храмы. Датировка развалин VI века представляет значительные сложности, но есть достоверные примеры ремонта и расширения синагог (Сарды, Газа). В синагогах запрещалось читать книги Ветхого Завета по древнему еврейскому тексту, который должен был быть заменён греческим или латинским переводом. Это вызвало раскол в среде еврейского священничества; консервативные священники наложили херем на реформаторов. Кодекс запрещал еретикам и евреям свидетельствовать против православных христиан. На правление Юстиниана, под влиянием христианских образцов, приходится становление новых жанров религиозной литературы, экзегетических сочинений-мидрашей и литургической поэзии пиют. Правовая литература того периода (Вавилонский Талмуд) относится, скорее, к истории евреев государства Сасанидов.
Усилия Римской империи по христианизации в Палестины неоднократно становилась причиной восстаний. В начале IV века разразилось восстание под предводительством самаритянского первосвященника Бабы Рабба. Не известно точно, какой из нескольких затрагивающих самаритян законов стал непосредственной причиной восстания евреев и самаритян, которое в 529 году возглавил Юлиан бен Сабар. Ситуацией воспользовались союзные Персии арабы-лахмиды, под предводительством аль-Мунзира вторгнувшиеся в Сирию и дошедшие до Антиохии. При помощи арабов-гассанидов восстание было жестоко подавлено в 531 году. В ходе подавления восстания было убито и обращено в рабство свыше 100 тысяч самаритян, народ которых в результате почти исчез. По свидетельству Иоанна Малалы, оставшиеся в живых 50 тысяч человек бежали в Иран за помощью к шаху Каваду. В 537 году Юстиниан уточнил правовое положение самаритян и иудеев, постановив в новелле 45, что они не освобождаются от куриальных обязанностей, но не могут получать связанные с ними почести. Дополнительные правовые ограничения, наложенные на самаритян в 551 году новеллой 129, вызвали в 556 году очередное восстание самаритян.
В конце своего царствования Юстиниан снова обратился к еврейскому вопросу, и выпустил в 553 году новеллу 146. Создание новеллы было вызвано непрекращающимся конфликтом еврейских традиционалистов и реформаторов по поводу языка богослужения. Юстиниан, руководствуясь мнением Отцов Церкви о том, что евреи исказили текст Ветхого Завета, запретил Талмуд, равно как и его комментарии (Гемара и Мидраш). Допускалось использование только греческих текстов (Септуагинту или перевод Аквилы), наказания для диссидентов были усилены. Также в новелле упоминаются несколько почётных еврейских титулов, однако не понятно, давали ли они какой-то признаваемый государством авторитет. Формальных лидеров в византийской еврейской общине не было с 420-х годов. В целом, еврейская община Византии при Юстиниане была многочисленной и процветающей. С учётом последовавших в следующем столетии при императоре Ираклии I мер против евреев, такое состояние не было устойчивым.

## Историография

### Религиозные сочинения Юстиниана
По мнению британского историка Фергюса Миллара, до сих пор не изданное ни на одном из современных языков собрание трудов Юстиниана заняло бы немало томов, и являло бы собой один из наиболее цельных и убедительных памятников античной мысли. Современный историк Фолькер Менце (Volker-Lorenz Menze), допуская возможность того, что Юстиниан был «знатоком христианского дискурса», предлагает рассматривать трактаты императора прежде всего как труды государственного деятеля, желающего достичь универсально признанной догмы среди своих подданных. Первопроходец изучения богословского наследия Юстиниана Август Кнехт перечисляет следующие основные произведения:
- Письма[197]:
  - 10 писем, адресованных папе Гормизду, из них
    - письма от 7 сентября 518 года[ист. 11] и 22 апреля 519 года относятся к Акакианской схизме;
    - письма от 29 июня, июля, 15 октября 519 года, 9 сентября и середины сентября того же по поводу Скифских монахов;
    - письмо от 7 июня 520 года по поводу восстановления епископов Илии, Фомы и Никострата;
    - письма от 9 июля[199] и 31 августа 520 года.

  - письмо папе Иоанну II от 28 мая 533 года по поводу теопасхистской формулировки «один из Троицы пострадал». Данное письмо считается подтверждением того, что Юстиниан признавал первенство папы римского, поскольку в нём понтифик назван «главой всех церквей» (лат. caput omnium sanctarum ecclesiarum)[44];
  - послание патриарху Епифанию Константинопольскому от 26 марта 533 года по поводу Нестория и монофизитов;
  - адресованный папе Агапиту I символ веры от 16 марта 536 года против патриархов Тимофея Элура, Петра Монга и Акакия;
- письма от 23 мая 550 года к архиепископу Иоанну Юстианопольскому и от 24 мая того же года к епископу Косьме Мопсуестийскому с требованием провести собор для исключения Феодора Мопсуестийского из диптихов;
  - два послания к Пятому вселенскому собору;
  - письмо папе Вигилию.
  - Подлинность двух писем 536 года, папе Бонифацию II или Агапиту, Кнехт отвергает[200].
- трактаты:
  - Эдикт против оригенизма 543 года[200];
  - послание к неустановленному синоду против Оригена[201];
  - догматическое послание против монофизитов, вошедшее в новеллу 6[202][203];
  - фрагмент догматического письма к патриарху Зоилу Александрийскому[ист. 12][204]. В 542 или 543 году данный трактат был направлен египетским монахам в Энатон[англ.][205][206];
  - ответ императора на меморандум против осуждения «трёх глав»[207];
  - эдикт против «трёх глав»[208].
- гимн «Единородный Сыне»[209].
- Церковные законы и новеллы[210].

### Оценки Юстиниана как богослова
По выражению основоположника научного изучения эпохи Юстиниана, французского византиниста Шарля Диля, «весьма сведущий в вопросах, касающихся религии, обладая склонностью к словопрениям и необузданною любовью к богословской полемике, он любил рассуждать и писать о предметах веры, а особая компетенция, которую он приписывал себе в этих важных вопросах, ещё более усиливала его желание вмешиваться в их разрешение». С начала XX века направление богословской мысли, выразителем которого был Юстиниан, называют «неохалкидонизмом». Согласно Жозефу Лебону оно представляло собой синтез александрийской формулы «μία φύσις» и халкидонского диофизитства. Богословские идеи неохалкидонизма были изложены в «Исповедании веры» 551 года императора Юстиниана и в постановлениях Второго Константинопольского собора. Оставаясь верным учению Халкидонского собора, Юстиниан сделал ряд существенных уступок нехалкидонитам. Так, император считал, что две природы во Христе нужно различать «словесно или созерцательно, а не как две различные вещи», как считал и лидер антихалкидонитов Севир Антиохийский. Также «Исповедание» признавало христологическую формулу Кирилла Александрийского «единая природа Бога Слова воплощенная» и придавало ей халкидонскую интерпретацию. По мнению Милтона Анастоса, таким образом Юстиниан внедрил в догму вселенской церкви основные положение Энотикона императора Зинона. Эмоционально и крайне критически оценивал богословские труды Юстиниана немецкий историк Эдуард Шварц, предпринявший издание основных сочинений императора («Drei dogmatische Schriften Iustinian», 1939). Широкую известность получила его оценка Юстиниана как дилетанта в богословских делах. С учётом стремления Юстиниана к поиску богословского компромисса, нередко его позицию характеризуют как прагматическую или оппортунистическую. Немецкий византинист Ханс Георг Бек, допуская личную склонность Юстиниана к халкидонизму, указывает на необходимость добиться симпатий населения Константинополя после воцарения Юстиана.
Более благосклонная к императору точка зрения также широко представлена. Известный немецкий богослов Адольф фон Гарнак считал, что Юстиниан был лучшим богословом своего времени. Из современных историков с ним согласны Карл-Хайнц Утеман и Миша Майер. По мнению историка церкви Патрика Грея (Patrick T. R. Gray) смена богословской позиции на противоположную в течение нескольких дней, продемонстрированная Юстинианом в истории со «скифскими монахами», показала, что для него основным приоритетом являлась не догматика сама по себе, а установление церковного мира. В связи с тем же историческим эпизодом Ф. Менце отдаёт должное быстроте развития богословских взглядов императора и его политической дальновидности. По мнению Иоанна Мейендорфа, существенным отличием Юстиниана от его предшественников было то, что он, не ограничиваясь только лишь политическими методами поиска доктринального согласия (не действенными, по мнению византиниста), сам активно развивал богословскую мысль. Современный католический богослов Алоис Грильмайер в рамках своего капитального христологического исследования подробно рассмотрел догматические послания Юстиниана к александрийским монахам и патриарху Зоилу Александрийскому и оценил их как наивысшие проявления византийского богословия. Исследователь отмечает роль богословских советников императора — его «злого гения» Феодора Аскиды и Леонтия Византийского. П. Грей отмечает, что Юстиниан не один развивал идеи неохалкидонизма, указывая также на Иоанна Грамматика, Ефрема Антиохийского и Леонтия Иерусалимского. По мнению историка, без участия императора неохалкидонизм не смог бы стать господствующей догмой.
Согласно И. Мейендорфу, «для Юстиниана верность Халкидону была вопросом не только богословского убеждения, но также настоятельной политической целесообразности». Его неохалкидонизм не был чем-то новым, деспотически навязанным церкви, а вытекали из логики отцов Хвлкидонского собора. Высоко оценивает достижения Юстиниана в религиозной сфере современный российский византинист М. В. Грацианский. По его мнению, предпринятые императором меры по принуждению халкидонитов и антихалкидонитов к переговорам предотвратили усугубление кризиса, его переход в политическое измерение. Исследователь полагает, что проявив доктринальную гибкость и прислушиваясь к требованиям «антихалкидонитских группировок Востока», Юстиниан последовательно преследовал главную цель — «не давать повода и возможности для возникновения независимой, неподконтрольной государству и ему лично диссидентской церковной структуры». Благодаря его богословским усилиям возникла новая хорошо разработанная доктрина «неохалкидонизма». Грацианский не согласен с точкой зрения В. Болотова и других историков первой половины XX века, приписывающих решающую роль в споре о «трёх главах» Феодорое Аскиде, вследствие чего подразумевается безответственность и глубокая наивность государя в богословских вопросах.

### Оценки религиозной политики Юстиниана
На основании свидетельств византийских историков известно о глубокой религиозности Юстиниана. Как и ко многим другим начинаниям Юстиниана, Прокопий Кесарийский относился отрицательно к его религиозной политике, не считая её ни последовательной, ни истинно верной, ни полезной для людей. Иоанн Малала, чьи религиозные симпатии являются предметом научной дискуссии, преимущественно высказывается с одобрением о церковной деятельности императора. Хронист подчёркивает его благочестие и его заботу об имущественных интересах церкви. Одобрительно отзывается Малала о политике христианизации варварских народов — крещении гуннов и аксумитов, искоренению язычества, арианской и манихейской ересей, преследованию самаритян и иудеев. Правой считал веру Юстиниана Иоанн Эфесский.
Восприятие эпохи Юстиниана для историков Нового времени происходило путём рецепции трудов Прокопия Кесарийского, суждения которого рассматривались как наиболее беспристрастные. Начиная с XVII века отношение к политике Юстиниана стало маркером в актуальной религиозной полемике. Церковный историк ультрамонтанского направлений кардинал Бароний приравнял Юстиниана и Феодору к чудовищам, самым гибельным для римской церкви, противодействовавшим римским первосвященникам и даже совершавшим акты насилия над ними. Существенным образом усложнило картину введение в 1623 году в научный оборот «Тайной истории». Её первый издатель, сотрудник Ватиканской библиотеки Никколо Аламанни отстаивал подлинность произведения, в котором император рисовался демоном во плоти. Напротив, французский юрист Габриэль Тривориус с галликанских позиций доказывал нехристианский образ мыслей Прокопия и обосновывал его нападки на Юстиниана недовольством низким жалованием. Протестанты, в свою очередь, защищали Юстиниана от Аламанни и Прокопия в связи с признанием за всеми монархами выступить против римской церкви (Томас Ривис, Иоган Эйхель). В конце XVII века на Юстиниана нападал лютеранский историк Готфрид Арнольд, согласно концепции которого истинными христианами являются лишь невинно гонимые за убеждения еретики. В духе отрицания церковных догматов писали затем многие протестантские историки. Вслед за Прокопием, Эдуард Гиббон отрицательно оценивает религиозную политику Юстиниана, обращая внимание на его отпадение от православия в старости. Отдельная глава посвящена религиозной политике в монографии Шарля Диля («Justinien et la civilisation byzantine au VIe siècle», 1901). По его мнению, император безосновательно приписывал себе таланты богослова. Благодаря Дилю в дальнейшей историографии сформировалось мнение о антихалкидонитском влиянии Феодоры на политику Юстиниана. Основные выводы Диля были повторены аббатом Луи Дюшеном («L’Église au VIe siècle», 1925).
Решения Пятого Вселенского собора и примирительные инициативы императора Юстиниана не привели к согласию между сторонниками монофизитской и диофизитской христологий. По оценке Василия Болотова, политика Юстиниана породила на Западе одну лишь смуту, и не дала благих результатов на Востоке. Отрицал существование последовательной религиозной политики у Юстиниана Эдуард Шварц («Vigiliusbriefe. II. Zur Kirchenpolitik Justinians», 1940). По его мнению, энергичная поддержка Халкидонского собора при Юстине I сменилась в начале 530-х годов примирительной политикой, которая около 536 года вернулась к жёсткому отстаиванию халкидонизма. Характерным для дальнейшей религиозной политики Юстиниана считают его непоследовательное отношение к учению «скифских монахов». Уильям Френд рассматривал в своей монографии «The Rise of the Monophysite Movement» (1972) «зигзаги» политики Юстиниана в первой половине его царствования как причину становления независимой монофизитской церковной иерархии. Проявления той же непоследовательности Френд видел в назначении оригениста Феодора Аскиды епископом Кесарии Каппадокийской. Ф. Менце, соглашаясь с тем, что политика после 536 года действительно может показать несогласованной с предшествующей, доказывает, что фактически это не так. Полной неудачей, по мнению американского византиниста Энтони Кэлделлиса завершились его попытки достичь взаимопонимания с монофизитами. В настоящее время восходящая к Шварцу тенденция рассматривать политику Юстиниана как «зигзаги» сменилась констатацией применения императором различных подходов к решению стоящих перед Византией проблем.
Существует длительная традиция рассматривать религиозную политику Юстианиана как проявление «цезаропапизма». Итальянский богослов К. Капицци (Carmelo Capizzi) называл его «суперменом цезаропапизма», а его соотечественник Пьетро де Францисци — «типичным представителем восточного цезаропапизма». Характерной для первой половины XX века точкой зрения является оценка Э. Штайна, согласно которому «тирания Юстиниана является одной из темнейших страниц в истории церкви». Б. Бионди по новому осветил всю проблему в целом, считая так называемый цезаропапизм Юстиниана «фальсификацией истории». Данная точка зрения была воспринята современниками названных учёных критически, однако в 1952 году Э. Каден развил эти идеи, предположив, что для правления Юстиниана был характерен не цезарепапизм, а тесное и близкое сотрудничество Церкви и государства. Немецкий католический богослов Рабан Хааке целью церковной политики Юстиниана считает восстановление величия империи и достижения её религиозного и церковного единства, а её внешним проявлением — тесную связь духовной и светской власти. Последняя, в свою очередь, приобретает «как бы патриаршую, священническую и монашескую… форму».